# Mühlenstraße 5 (Quedlinburg)

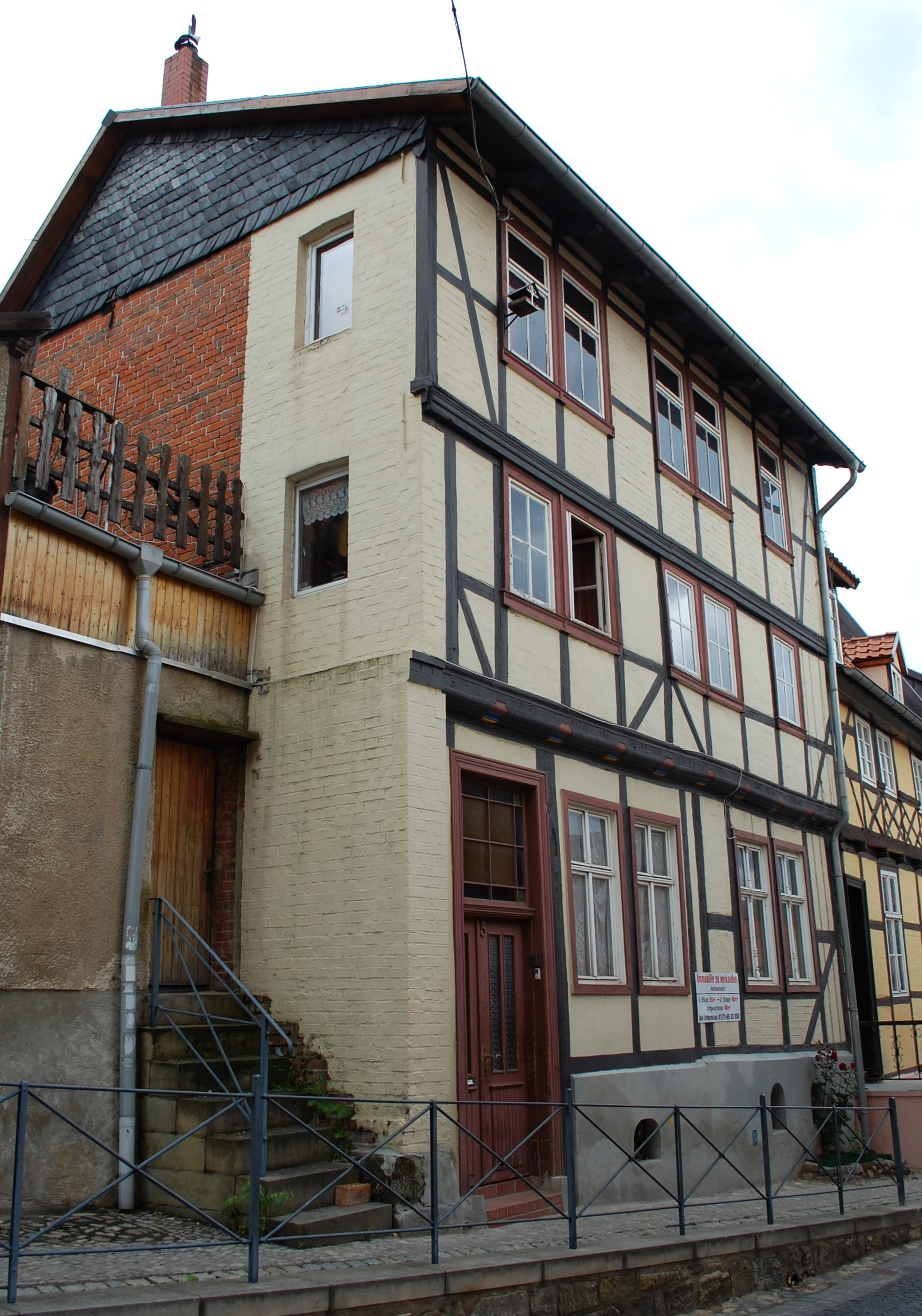
Mühlenstraße 5

Das Haus Mühlenstraße 5 ist ein denkmalgeschütztes Gebäude in der Stadt Quedlinburg in Sachsen-Anhalt. 

## Lage
Es befindet sich südlich des Quedlinburger Schloßbergs an der Nordseite der Mühlenstraße. Das Gebäude gehört zum UNESCO-Weltkulturerbe und ist im Quedlinburger Denkmalverzeichnis eingetragen. Westlich grenzt das gleichfalls denkmalgeschützte Haus Mühlenstraße 6 an.

## Architektur und Geschichte
Das Fachwerkhaus entstand nach einer am Wohnhaus befindlichen Inschrift im Jahr 1729.  Auf den Zimmermeister Joachim Trost als Baumeister verweisen die Buchstaben M.J.A.T.ZM. Das zunächst nur über zwei Stockwerke verfügende Gebäude wurde dann um 1840 um eine weitere Etage erhöht. Mit seinen drei Geschossen ragt es deutlich über die umgebende Bebauung heraus. Das Dach des Hauses ist flach geneigt. An der Fachwerkfassade wurden die Balkenköpfe, Füllhölzer und Stockschwellen gestalterisch zu einem Gurtprofil zusammengefasst.